# 이상봉 (1969년)
이상봉(李祥奉, 1969년 1월 15일~)은 대한민국 제10·11·12대 제주특별자치도의회 의원이다.

## 학력
- 제주대학교 공과대학 통신공학과 졸업
- 제주대학교 행정대학원 졸업(행정학 석사)

## 경력
- 국회의원 보좌관
- (사)행복나눔제주공동체 공동대표
- 2014년 7월 1일~2018년 6월 30일: 제10대 제주특별자치도의회 의원
- 2018년 7월 1일~2022년 6월 30일: 제11대 제주특별자치도의회 의원
- 2022년 7월 1일~: 제12대 제주특별자치도의회 의원
  - 2024년 7월~: 제12대 제주특별자치도의회 후반기 의장
- 2024년 9월~: 제19대 전반기 대한민국시도의회의장협의회 고문

## 역대 선거 결과
|  | 55.61% |

|  | 0% |

|  | 63.28% |